# District de Hapur
Le district de Hapur auparavant Panchsheel Nagar est une division administrative de la division de Meerut dans l'État de l'Uttar Pradesh, en Inde,.

## Géographie
Le centre administratif du district est Hapur. 